# Peter Fahrenholtz
Peter Fahrenholtz (* in Hamburg) ist ein deutscher Diplomat. Zuletzt war er von August 2018 bis Mitte 2021 Botschafter der Bundesrepublik Deutschland in Bangladesch.

## Leben
Fahrenholtz absolvierte nach dem Abitur in Washington, D.C. zwischen 1976 und 1982 ein Studium der Wirtschaftswissenschaften (VWL) und Japanologie an der Georg-August-Universität Göttingen und hielt sich danach von 1982 bis 1984 mit einem Forschungsstipendium des japanischen Kulturministeriums in Japan auf.
Nachdem Fahrenholtz zwischen 1984 und 1986 für die Deutsche Bank tätig gewesen war, trat er 1986 in den Auswärtigen Dienst ein und fand nach dem Vorbereitungsdienst für den höheren auswärtigen Dienst sowie der Laufbahnprüfung zwischen 1988 und 1991 zunächst Verwendung als Referent für Kultur und die deutsche Minderheit an der Botschaft in Rumänien sowie danach von 1991 und 1995 am Generalkonsulat in Osaka-Kōbe. Nach seiner Rückkehr nach Deutschland war er zwischen 1995 und 1997 in der Wirtschaftsabteilung des Auswärtigen Amtes insb. zu internationalen Rohstofffragen tätig und danach von 1997 bis 2001 als Leiter der Rechts- und Konsularabteilung an der Botschaft im Iran.
Im Anschluss fungierte Fahrenholtz zwischen 2001 und 2004 als stellvertretender Leiter des Krisenreaktionszentrums des Auswärtigen Amtes in Berlin und damit als Vertreter von Peter Linder. Nach Beendigung dieser Tätigkeit war er von 2004 bis 2006 amtierender Leiter des Generalkonsulats in Mumbai sowie im Anschluss Ständiger Vertreter des Botschafters in Äthiopien, ehe er zwischen 2009 und 2012 im Auswärtigen Amt in Berlin als Referatsleiter für West- und Zentralafrika eingesetzt war.
September 2012 bis August 2016 war Fahrenholtz Botschafter in der Republik Ruanda und damit Nachfolger des in den Ruhestand getretenen Elmar Timpe. 2016 wurde er von Peter Woeste abgelöst. Von September 2016 bis Juli 2018 war er als deutscher Generalkonsul in Toronto, Kanada tätig. Ab August 2018 war Fahrenholtz deutscher Botschafter in Bangladesch, wo er Mitte 2021 von Achim Tröster abgelöst wurde.
2001 wurde Fahrenholtz vom Bundespräsidenten das Bundesverdienstkreuz am Bande verliehen. Er ist verheiratet und hat fünf Kinder.